# 巴朗牙
巴朗牙（Balanga）是菲律宾巴丹省的省府。2015年人口96,061。
巴朗牙是一个以农业为基础的城市，商业正在快速增加。巴朗牙分为25个村。
巴朗牙是巴丹省的教育中心。市内有一所公立大学。